# Cheiracanthium auenati
Cheiracanthium auenati là một loài nhện trong họ Miturgidae.
Loài này thuộc chi Cheiracanthium. Cheiracanthium auenati được Lodovico di Caporiacco miêu tả năm 1936.